# Mads Brügger

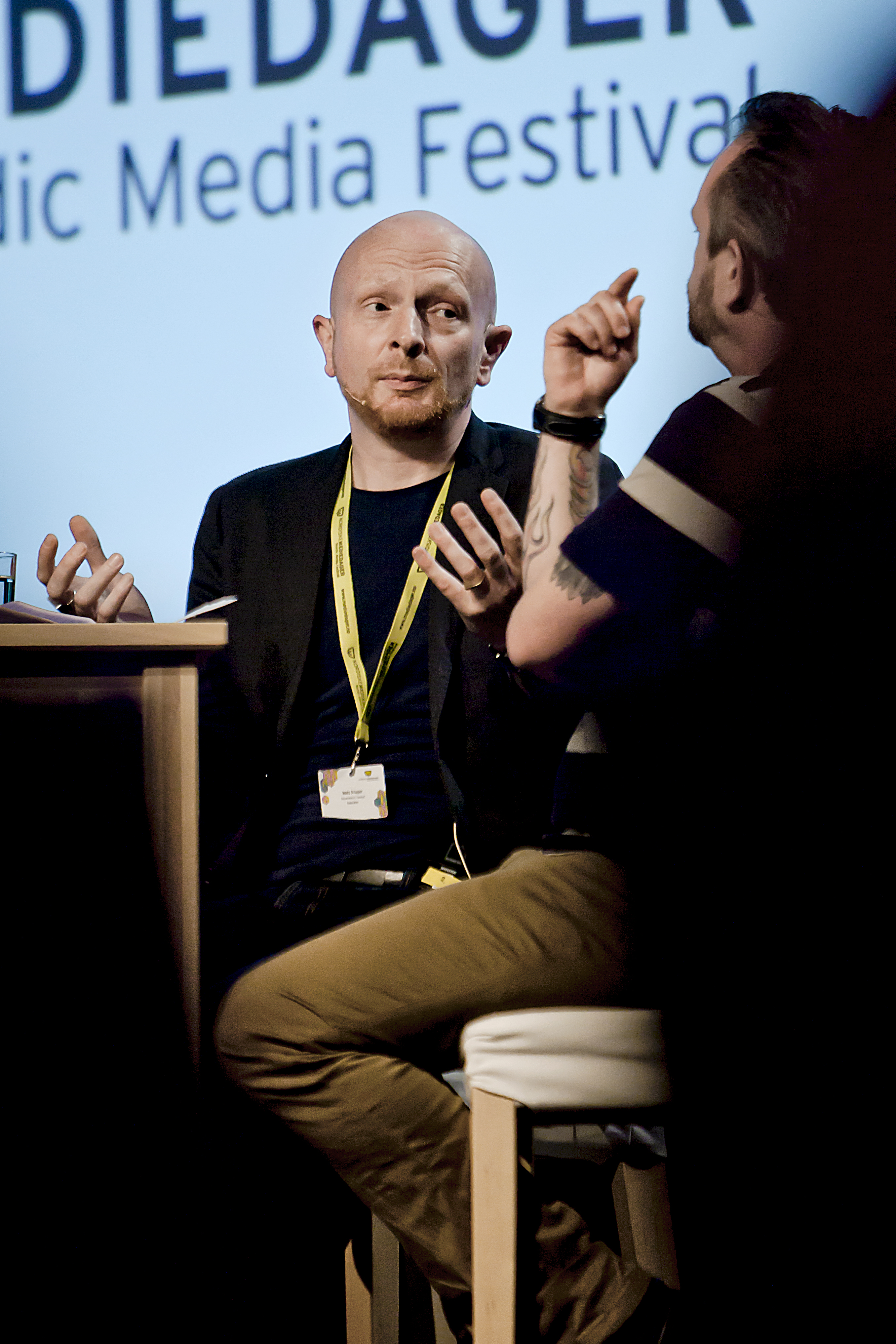
Mads Brügger, 2012

Mads Brügger (* 24. Juni 1972) ist ein dänischer investigativer Filmemacher und Fernsehjournalist sowie Drehbuchautor. Seit November 2011 ist er Programmchef des Hörfunksenders Radio24syv.

## Leben und Wirken
Für seinen Film The Red Chapel (2009) reiste er, indem er sich als Manager einer Comedy-Gruppe ausgab, nach Nordkorea. In seinem satirischen Dokumentarfilm The Ambassador, gibt sich Brügger als Diplomat „Mr. Cortzens“ aus, der mit seinem Diplomatenpass und als liberianischer Honorarkonsul in den Handel mit Blutdiamanten in der Zentralafrikanischen Republik einsteigen will. Der Film erhielt einen dänischen Filmpreis Robert.
Für das Filmprojekt Cold Case Hammarskjöld (2019) recherchierten Brügger und Andreas Rocksen zum mysteriösen Tod des Generalsekretär der Vereinten Nationen Dag Hammarskjöld 1961. Auf dem Sundance Filmfestival 2019 erhielt es den Preis für die beste Regie in der Kategorie „World Cinema Documentary“. Dabei stoßen sie auf Informationen zu der klandestinen Söldnermiliz South African Institute for Marine Research (SAIMR). Der britische Guardian berichtete in drei Artikeln darüber. Das Filmfest München widmet Brügger 2019 eine Retrospektive.
2024 veröffentlichte Brügger mit TV 2 den fünfteiligen Dokumentarfilm Der schwarze Schwan der eine landesweite Diskussion über Korruption im als vorbildlich geltenden Dänemark auslöste.

## Filmografie

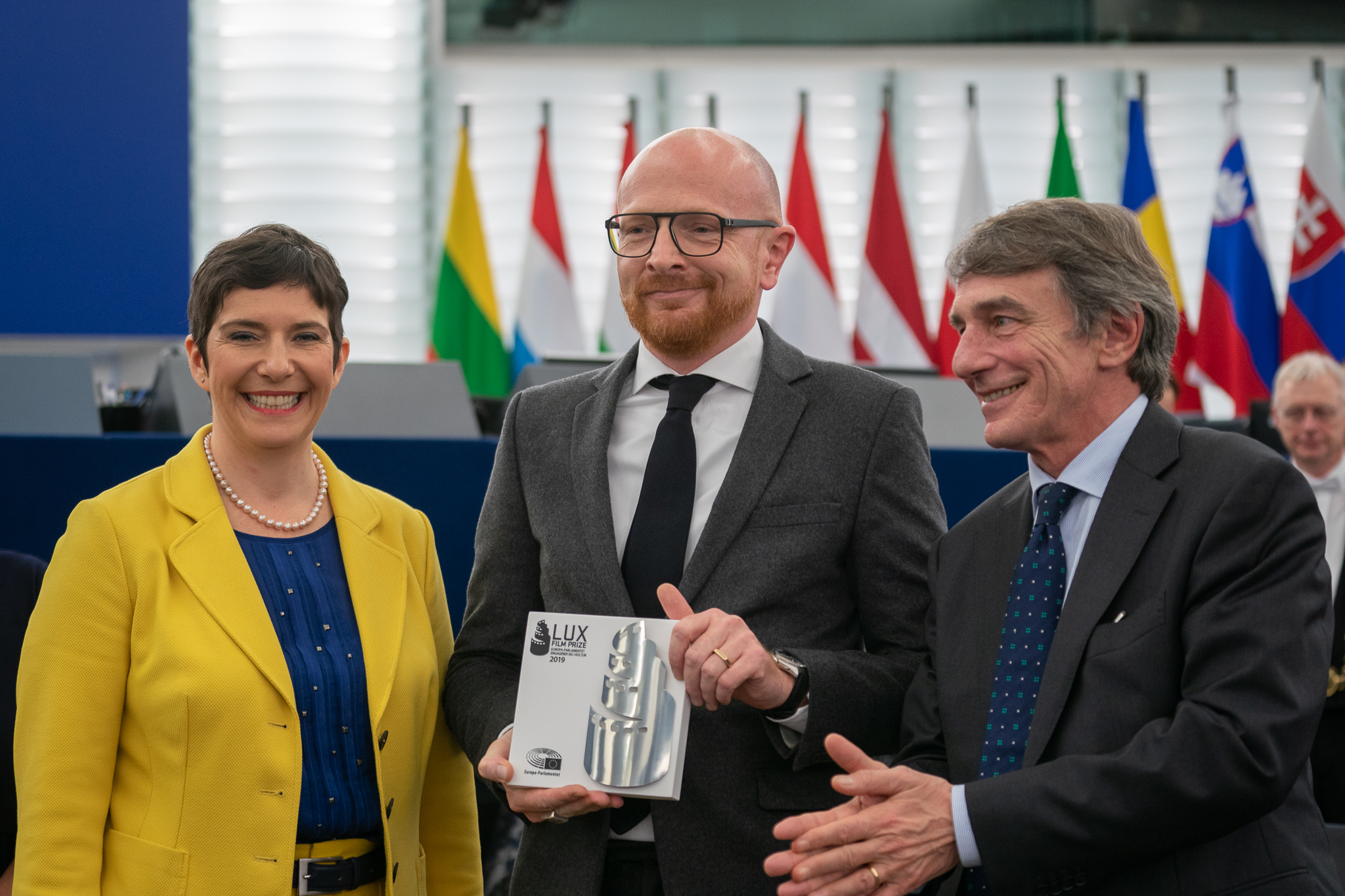
2019 erhielt Mads Brügger eine Nominierung für den LUX-Filmpreis des Europäischen Parlaments

- 2001: Kleinrocks kabinet (Fernsehserie, Drehbuch)
- 2004: Tal med Gud (Fernsehserie, Drehbuch)
- 2004: Danes for Bush (Fernseh-Dokumentarreihe, Regie und Drehbuch)
- 2004: Jul med Gud (Fernsehserie, Drehbuch)
- 2006: Det røde kapel (Fernseh-Dokumentation, Regie und Drehbuch)
- 2007: Den 11. time (Fernsehserie, Drehbuch)
- 2007: Yallahrup Færgeby (Fernsehserie, Drehbuch)
- 2011: The Ambassador (Realsatirische Dokumentation, Regie und Drehbuch)
- 2017: The Great European Cigarette Mystery (Dokumentation, Drehbuch)
- 2019: Cold Case Hammarskjöld (Dokumentation, Regie und Drehbuch)
- 2020: Der Maulwurf: Undercover in Nordkorea (Muldvarpen – Undercover i Nordkorea, Dokumentation, Regie und Drehbuch)
- 2024: Den sorte Svane (deutsch: Der schwarze Schwan, fünfteiliger Dokumentarfilm)

## Auszeichnungen
- 2010: Preis der Jury beim Sundance Film Festival für Det røde kapel (Bester ausländischer Dokumentarfilm)
- 2012: Robert für The Ambassador (Bester Dokumentarfilm)
- 2019: Beste Regie für einen ausländischen Dokumentarfilm beim Sundance Film Festival für Cold Case Hammarskjöld